# Steinstolpen på Grodås

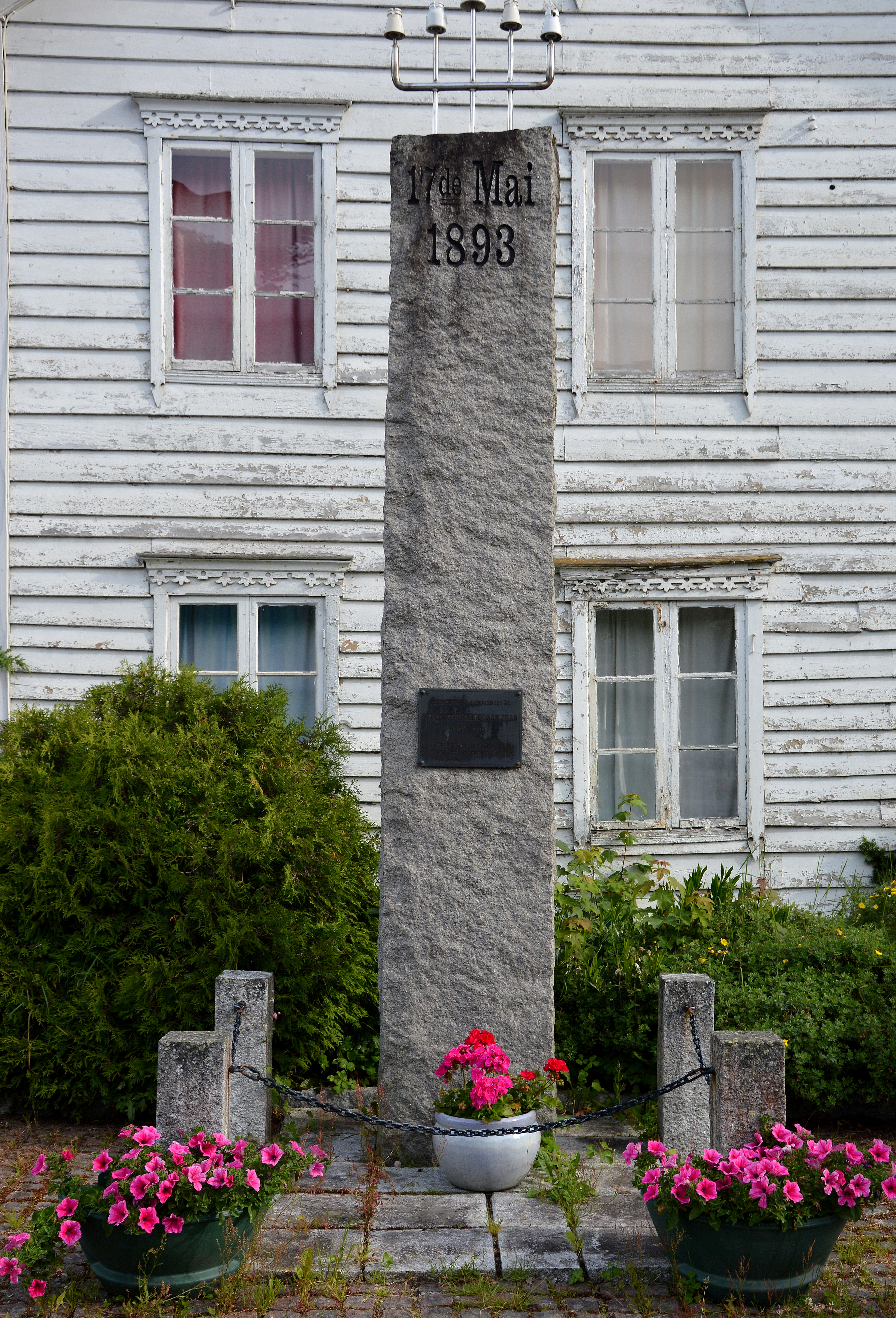
Denkmal Steinstolpen på Grodås, 2017

Steinstolpen på Grodås ist ein Denkmal im zur norwegischen Kommune Volda gehörenden Ort Grodås in der Provinz Møre og Romsdal. Es erinnert an die Einrichtung der ersten Telefonverbindung der Region im Jahr 1893.

## Lage
Das Denkmal befindet sich im Ortszentrum von Grodås unmittelbar westlich der Europastraße 39, unweit des Ostufers des Hornindalsvatnet.

## Geschichte
Es wurde am 9. Juli 1993 errichtet und stellt eine Kopie eines 1893 in Grodås errichteten steinernen Telefonmastes dar. In den 1890er Jahren errichteten private Telefongesellschaften die Strecke Eid – Hornindal – Sunnylven – Stryn – Innvik. In Grodås entstand eine Zentrale. An dieser Stelle wurde ein steinerner Mast in Form eines Bautasteins gesetzt. Auf dem Stein befanden sich fünf für die Leitungen vorgesehene Isolatoren. Als Inschrift wurde an das obere Ende des Steins 17de Mai 1893 geschrieben. Der 17. Mai ist als Verfassungstag norwegischer Nationalfeiertag. In späterer Zeit verschwanden der Mast und seine Einrichtungen wieder.
Zum 100. Jahrestag wurde dann in Zusammenarbeit mit dem Norsk Telemuseum an etwa dem gleichen Standort eine Kopie des alten Steins errichtet. Die Gemeinde erwarb den Stein von Nergård Steinindustri AS in Eide. Das Museum organisierte die Aufstellung, die Kopien der technischen Einrichtungen und die an der Front des Steins befestigte Gedenktafel. Zur Einweihung waren Repräsentanten der in den 1890er Jahren zusammenarbeitenden Gemeinden, von Televerket, dem Norsk Telemuseum und den ältesten damals noch lebenden Mitarbeitern der Telefongesellschaften aus der Provinz anwesend.

## Gestaltung
Wie der originale Stein trägt der heutige Stein auf seiner Spitze fünf Isolatoren. Unmittelbar darunter befindet sich die Inschrift:
17de Mai

1893
Im unteren Bereich des Steins befindet sich eine Gedenktafel mit der norwegischen Inschrift:
TELEFONEN I NORDFJORD 100 ÅR

NORDFJORDS TELEFONSELSKAB

1893–1908
Gjenreist av Hornindal kommune

og Norsk Telemuseum 1993
(deutsch: 100 Jahre Telefon in Nordfjord, Nordfjords Telefongesellschaft 1893–1908; wiedererrichtet von der Kommune Hornindal und dem Norwegischen Telemuseum 1993)
Umgeben ist der Mast von vier kleinen mit Ketten verbundenen Steinpfeilern.